# 효절열황후
효절열황후/장렬민황후 주씨 (중국어: 孝節烈皇后/莊烈愍皇后, 1611년 5월 10일 - 1644년 4월 24일)는 숭정제의 황후로, 명나라가 멸망할 때 스스로 목을 매어 자살한 사람이다. 아버지는 주규이다. 처음 올린 시호는 효경단황후(孝敬端皇后)이고, 남명 조정에서 올린 시호는 효절열황후(孝節烈皇后)이다.

## 생애
주씨는 만력 39년 3월 28일 (1611년 5월 10일)에 태어났다. 본관은 원래 소주였는데, 순천부 대흥현으로 거처를 옮겼고, 가난한 집안 형편에 어머니 정씨, 아버지는 점쟁이이자 맨발의 의사였던 주씨는 어려서부터 놀라운 미모와 부드러운 개성을 보여 가족들의 사랑을 받아 장중명주로 추앙받다가, 문사 진인석의 눈에 띄었고, 주씨의 미모에 경탄하며 "군녀는 천하에 귀하신 분"이라고 말했다. 진인석은 주씨에게 《자치통감》과 경사의 서를 가르쳤기 때문에, 주씨는 글을 잘 알고 예에 달하였다.
천계 6년 (1626년), 신왕 주유검에게 출가하여 혼인하였다. 6월 임진일에 명나라 조정은 신왕의 비를 선택하였다. 열여섯의 주씨가 신왕비로 뽑혔다. 주씨는 단정하고 아름다우며, 피부가 옥처럼 희고 국색(国色)이었다. 《숭정궁사(崇祯宫词)》에는 "황후의 얼굴은 옥과 같았고, 도택을 하지 않았다 (皇后颜如玉，不事涂泽)"고 기록되어 있다. 장황후는 조정에서 당시 신왕비를 뽑을 때, 나이가 가장 어리고 체질도 허약하기 때문에 주씨가 어울리지 않는다고 생각했지만, 소비 유씨는 이 세 미녀 중에서 주씨를 중시하여 장황후에게 "주씨가 지금은 약하지만, 나중에 건장해질 것이다"고 말해 주씨가 뽑혔다는 기록이 있다. 윤6월, 흠천감주 신왕의 혼례를 11월 25일 묘시에 행했다. 12월 10일 오시에 신왕비에 올랐다. 16일에 징발책을 받았다. 22일, 침상을 마련했다. 천계 7년 정월 27일에 개면하였다. 2월 3일 묘시, 신왕이 친영하여 혼례가 끝이 났다. 같은 해 (1627년) 8월, 명 희종은 아들 없이 붕어하였고, 유조는 5남 신왕이 대통을 잇게 하였다. 신왕이 즉위하자 숭정제가 되었고, 주씨도 황후가 되었다.

### 후궁 생활
주황후는 성격이 신중하고, 숭정제와 사이가 좋아 3남 3녀를 낳았다. 숭정제에게는 주황후 외에 두 명의 총비인 황귀비 전씨 (당시 귀비)와 원귀비 (당시 숙비)가 있었다. 원귀비는 주황후 앞에서 사사건건 겸손하게 물러나고 궁중 안팎을 조심스럽게 대하였기 때문에 주황후와 잘 어울렸지만, 가장 총애를 받는 전귀비는 비록 예압을 잘하였지만, 주황후에게 잘 보이지는 않으며, 주황후를 대할 때도 원귀비만큼 겸손하지 않았기 때문에, 주황후와 전귀비 사이에서 일촉즉발의 경우가 많았으며, 육궁을 장악한 황후로써 주황후도 궁중예법을 가지고 전귀비를 난처하게 만들기도 하였다.
숭정 어느 해 정월 원단, 명나라 후궁의 관례에 따르면 궁중의 후궁들은 모두 설날 당일 교태전에 가서 황후에게 조하례를 드려야했는데, 전귀비도 예외는 아니었고, 전귀비가 탄 예장이 교태전 처마 밑에 멈추자, 주황후는 전귀비가 전 밖에서 자신을 향해 조하례을 드리려는 걸 알면서도 일부러 전귀비에게 들어오라는 말을 하지 않았다.
당시는 한겨울이었고, 눈보라가 치고 기온이 낮은 추운 날이었기 때문에 조하례를 취소할 수 있었지만, 취소하지 않았고, 전귀비는 눈보라가 치는 동안 계속 주황후의 말을 기다려야했다. 얼마 지나지 않아, 원귀비도 교태전 밖으로 나왔고, 들어오라는 통보를 받고 바로 입전하였고, 주황후와 환담을 나누었다. 오랫동안 원귀비가 떠난 후에야 주황후는 전귀비를 불러들여 문안을 드렸을 때, 주황후는 굳은 얼굴로 아무말도 하지 않았고, 전귀비는 문안을 마친 후 묵묵히 물러날 수 밖에 없었다.
이후, 전귀비가 승건궁으로 돌아와 황제에게 주황후에게 냉대를 받았다고 호소하자, 화가 난 숭정제는 교태전에 와 주황후와 논리를 펼쳤고, 논리가 통하지 않자 숭정제는 단숨에 주황후를 밀어 쓰러트렸다. 주황후는 워낙 몸이 여위고 허약하였고, 이런 굴욕을 당한 적이 없었기에 며칠동안 자리에 누웠고, 심지어 단식까지 한 다음 자살 시도까지 하였다. 그 소식을 들은 숭정제는 후회하였고, 환관을 통해 밍크요 한 채를 하사하고 안부를 물었다. 주황후는 그제서야 겨우 음식을 먹기 시작했다. 숭정제는 주황후의 존엄을 지키기 위해 전귀비를 계상궁으로 보내 잘못을 반성하게 했다. 3개월 동안 전귀비의 시침도 받지 않았다.
같은 해 봄, 숭정제와 주황후와 함께 영화궁에서 꽃구경을 했는데, 영화궁 옆에 전귀비가 살던 승건궁이 있었기 때문에, 주황후는 오랫동안 만나지 못했던 전귀비를 떠올리고, 숭정제에게 전귀비를 불러 함께 꽃구경을 하자고 요청하였고, 숭정제는 이를 듣고 무뚝뚝하게 말하자, 주황후는 숭정제에게 전귀비를 대하는 것은 그녀의 오기를 꺾기 위한 것이었고, 그녀를 위한 것이었고, 또한 대명강산사직을 위한 것이었으며, 개인적인 원한은 없지만, 숭정제는 응하지 않았다. 주황후는 궁녀에게 예장을 가지고 가서 전귀비를 맞이하라고 명령했고, 전귀비가 온 후, 주황후는 마치 아무 일도 없었던 것처럼 서로 기뻐하여, 숭정제는 더욱 주황후의 마음을 탄복하게 하였다.

### 명나라 멸망
숭정 17년 3월 18일 (4월 24일) 새벽, 이자성이 군사를 이끌고 북경을 함락하자, 문무대신을 불러 어가친정을 결정하려 했으나, 아무도 오지 않아 탈출하기로 하였는데, 총관태감 왕승은과 마지막으로 남은 태감들을 데리고 정양문을 떠나기로 하자, 정양문에 백등 세개가 걸려 있는 것을 보고 내궁으로 돌아가기로 하였다.
그날 밤, 자금성이 함락되고, 이자성의 군대가 자금성으로 몰려들었다는 소식이 전해지자 후궁에 있던 숭정제는 주황후에게 "대세는 이미 기울었다"고 말했다.
주황후는 괴로워하며 "신첩이 폐하를 섬긴지 이미 18년이 되었습니다. 몇 년 동안 신첩이 폐하를 권계하였으나, 폐하께서 듣지 않으셨기에 오늘이 있게 되었습니다!"라고 말했다. 말을 마치자, 황태자 주자량과 황차남 주자형을 끌어안고 통곡했다.
이후, 숭정제는 황태자를 포함한 세 아들을 각각 세 명의 내시에게 맡기고 훈척 주규 (주황후의 아버지), 전홍우 (전귀비의 아버지)의 집으로 보낸 뒤 주황후, 원귀비에게 자결 (총비 전귀비은 전년에 병사)을 명했다. 주황후는 명을 받은 후, 자신의 침전인 곤녕궁으로 돌아가 목을 매 숨졌고, 향년 35세였다.
며칠 뒤, 3월 21일, 경산에서 목을 매 숨진 숭정제의 시신을 반군이 발견하자, 주황후의 시신과 함께 자금성을 떠나 동화문 밖에 모습을 드러냈다. 4월 4일, 창평주리 조일계 등에게 명하여 숭정제와 주황후의 시신을 전귀비의 원침에 안장하였다. 입관 후, 청나라에서는 「황제의 시신을 다시 묻고, 백성들에게 3일간 애도하게 하라. 시호는 단황제, 묘는 사릉이라 하라(帝體改葬，令臣民為服喪三日，諡曰端皇帝，陵曰思陵).」고 하였고, 주황후도 효경정렬자혜장민승천배성단황후 (孝敬貞烈慈惠莊敏承天配聖端皇后)로 추서되었다.
순치 16년 11월, "흥한 나라의 시호는 선대군이고, 예는 종이라 하지 않는다"는 이유로 회종의 묘호를 없애고, 시호를 장렬민황제 (莊烈愍皇帝)로 고쳤다. 주황후의 시호도 장렬민황후 (莊烈愍皇后)로 고쳤고, 남명에서는 효절정숙연공장의봉천정성렬황후 (孝節貞肅淵恭莊毅奉天靖聖烈皇后)로 추서했다.